# Giro di Danimarca 1998
Il Giro di Danimarca 1998, ottava edizione della corsa, si svolse dall'11 al 15 agosto 1998 su un percorso di 895 km ripartiti in 6 tappe, con partenza da Herning e arrivo a Frederiksberg. Fu vinto dal belga Marc Streel della Casino, davanti ai danesi Rolf Sørensen e Peter Meinert Nielsen.

## Tappe
| Tappa  | Data      | Percorso                                | km   | Vincitore di tappa    | Leader cl. generale |
| ------ | --------- | --------------------------------------- | ---- | --------------------- | ------------------- |
| 1ª     | 11 agosto | Herning > Randers                       | 184  | Marc Streel           | Marc Streel         |
| 2ª     | 12 agosto | Randers > Aarhus                        | 203  | Morten Sonne          | Marc Streel         |
| 3ª     | 13 agosto | Odder > Svendborg                       | 215  | Brian Holm            | Marc Streel         |
| 4ª     | 14 agosto | Odense > Ringsted                       | 125  | Michael Steen Nielsen | Marc Streel         |
| 5ª     | 14 agosto | Roskilde > Roskilde (cron. individuale) | 20,2 | Marc Streel           | Marc Streel         |
| 6ª     | 15 agosto | Hundige > Frederiksberg                 | 148  | Jans Koerts           | Marc Streel         |
| Totale | Totale    | Totale                                  | 895  |                       |                     |

## Dettagli delle tappe

### 1ª tappa
- 11 agosto: Herning > Randers – 184 km

| Pos. | Corridore    | Squadra  | Tempo    |
| ---- | ------------ | -------- | -------- |
| 1    | Marc Streel  | Casino   | 4h21'48" |
| 2    | Erik Dekker  | Rabobank | a 16"    |
| 3    | Bo Hamburger | Casino   | a 37"    |

| Pos. | Corridore    | Squadra  | Tempo    |
| ---- | ------------ | -------- | -------- |
| 1    | Marc Streel  | Casino   | 4h21'28" |
| 2    | Erik Dekker  | Rabobank | a 20"    |
| 3    | Bo Hamburger | Casino   | a 41"    |

### 2ª tappa
- 12 agosto: Randers > Aarhus – 203 km

| Pos. | Corridore       | Squadra    | Tempo    |
| ---- | --------------- | ---------- | -------- |
| 1    | Morten Sonne    | Acceptcard | 4h59'45" |
| 2    | Søren Petersen  | Acceptcard | a 10"    |
| 3    | Torsten Schmidt |            | a 11"    |

| Pos. | Corridore     | Squadra  | Tempo    |
| ---- | ------------- | -------- | -------- |
| 1    | Marc Streel   | Casino   | 9h23'35" |
| 2    | Bo Hamburger  | Casino   | a 41"    |
| 3    | Rolf Sørensen | Rabobank | a 45"    |

### 3ª tappa
- 13 agosto: Odder > Svendborg – 215 km

| Pos. | Corridore        | Squadra       | Tempo    |
| ---- | ---------------- | ------------- | -------- |
| 1    | Brian Holm       | Acceptcard    | 5h00'42" |
| 2    | Frank Høj        | Palmans-Ideal | s.t.     |
| 3    | Alberto Ongarato | Ballan        | a 4'18"  |

| Pos. | Corridore     | Squadra  | Tempo     |
| ---- | ------------- | -------- | --------- |
| 1    | Marc Streel   | Casino   | 14h28'35" |
| 2    | Bo Hamburger  | Casino   | a 41"     |
| 3    | Rolf Sørensen | Rabobank | a 45"     |

### 4ª tappa
- 14 agosto: Odense > Ringsted – 125 km

| Pos. | Corridore             | Squadra  | Tempo    |
| ---- | --------------------- | -------- | -------- |
| 1    | Michael Steen Nielsen | Home     | 2h50'08" |
| 2    | Alberto Ongarato      | Ballan   | a 2"     |
| 3    | Rolf Sørensen         | Rabobank | s.t.     |

| Pos. | Corridore     | Squadra  | Tempo |
| ---- | ------------- | -------- | ----- |
| 1    | Marc Streel   | Casino   |       |
| 2    | Bo Hamburger  | Casino   | a 41" |
| 3    | Rolf Sørensen | Rabobank | a 45" |

### 5ª tappa
- 14 agosto: Roskilde > Roskilde (cron. individuale) – 20,2 km

| Pos. | Corridore        | Squadra   | Tempo  |
| ---- | ---------------- | --------- | ------ |
| 1    | Marc Streel      | Casino    | 24'21" |
| 2    | Vjačeslav Ekimov | US Postal | a 1"   |
| 3    | Rolf Sørensen    | Rabobank  | a 10"  |

| Pos. | Corridore             | Squadra   | Tempo     |
| ---- | --------------------- | --------- | --------- |
| 1    | Marc Streel           | Casino    | 17h43'06" |
| 2    | Rolf Sørensen         | Rabobank  | a 44"     |
| 3    | Peter Meinert Nielsen | US Postal | a 1'19"   |

### 6ª tappa
- 15 agosto: Hundige > Frederiksberg – 148 km

| Pos. | Corridore        | Squadra   | Tempo    |
| ---- | ---------------- | --------- | -------- |
| 1    | Jans Koerts      | Rabobank  | 3h17'15" |
| 2    | Alberto Ongarato | Ballan    | s.t.     |
| 3    | Federico Colonna | Asics-CGA | s.t.     |

| Pos. | Corridore             | Squadra   | Tempo     |
| ---- | --------------------- | --------- | --------- |
| 1    | Marc Streel           | Casino    | 21h00'21" |
| 2    | Rolf Sørensen         | Rabobank  | a 54"     |
| 3    | Peter Meinert Nielsen | US Postal | a 1'19"   |

## Classifiche finali

### Classifica generale
| Pos. | Corridore             | Squadra           | Tempo     |
| ---- | --------------------- | ----------------- | --------- |
| 1    | Marc Streel           | Casino            | 21h00'21" |
| 2    | Rolf Sørensen         | Rabobank          | a 54"     |
| 3    | Peter Meinert Nielsen | US Postal Service | a 1'19"   |
| 4    | George Hincapie       | US Postal Service | a 1'41"   |
| 5    | Bo Hamburger          | Casino            | a 1'48"   |
| 6    | Chann McRae           | Saturn            | a 1'56"   |
| 7    | Jakob Piil            | Acceptcard        | a 2'08"   |
| 8    | Paolo Bettini         | Asics-CGA         | a 2'25"   |
| 9    | Mikael Holst Kyneb    | Home-Jack & Jones | a 2'28"   |
| 10   | Martin Hvastija       | Cantina Tollo     | a 2'32"   |